# 十二面体
十二面体（じゅうにめんたい、英: dodecahedron）とは、12枚の面からなる多面体である。最もよく知られる十二面体は、正多面体の一種である正十二面体である。

## 主な十二面体

### 一様多面体

正十二面体
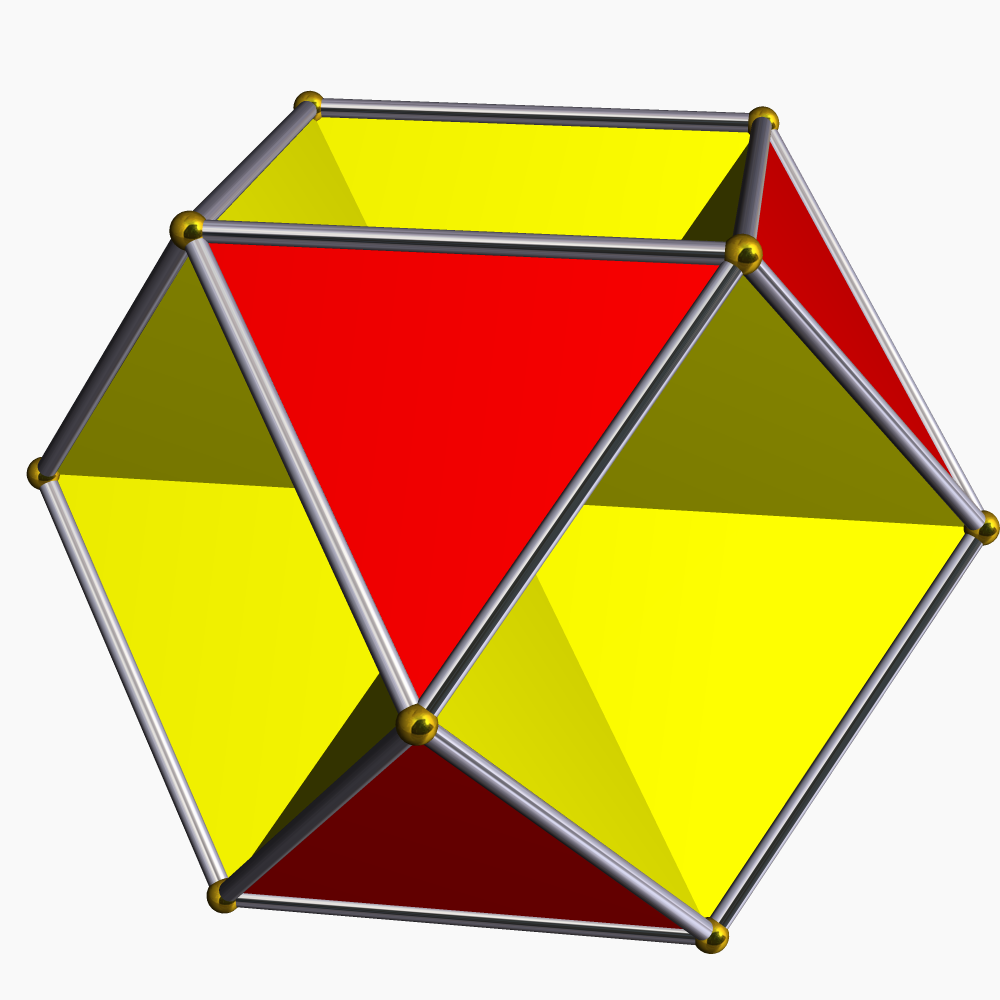
八面半八面体

### カタランの立体

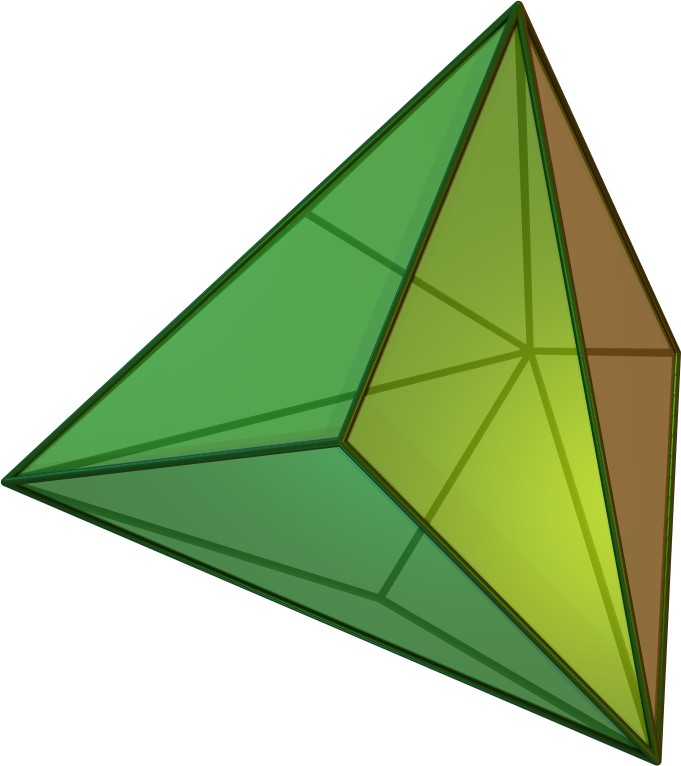
三方四面体

### ジョンソンの立体

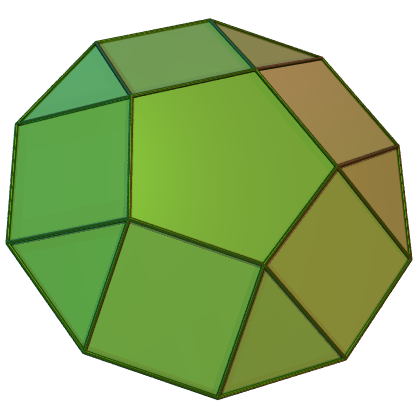
正五角台塔
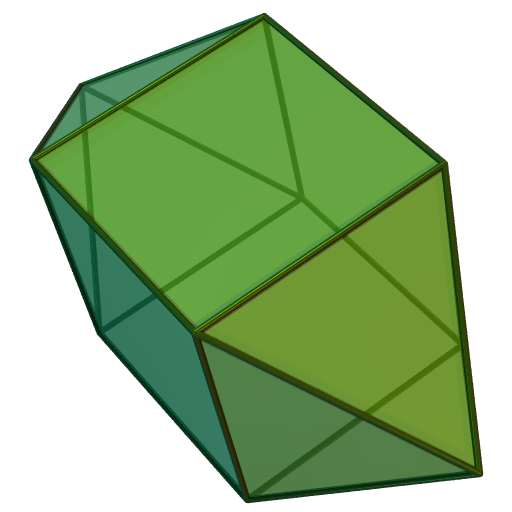
双四角錐柱
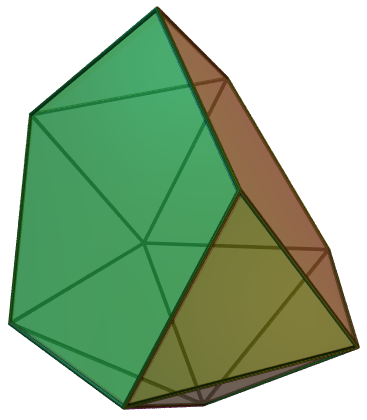
二側錐欠損二十面体
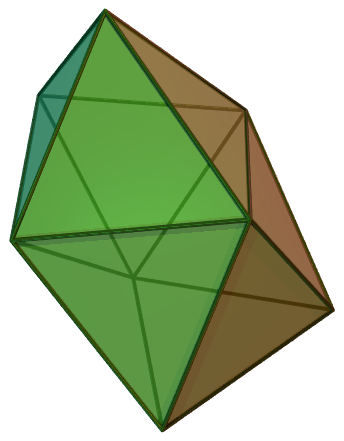
変形双五角錐

### その他

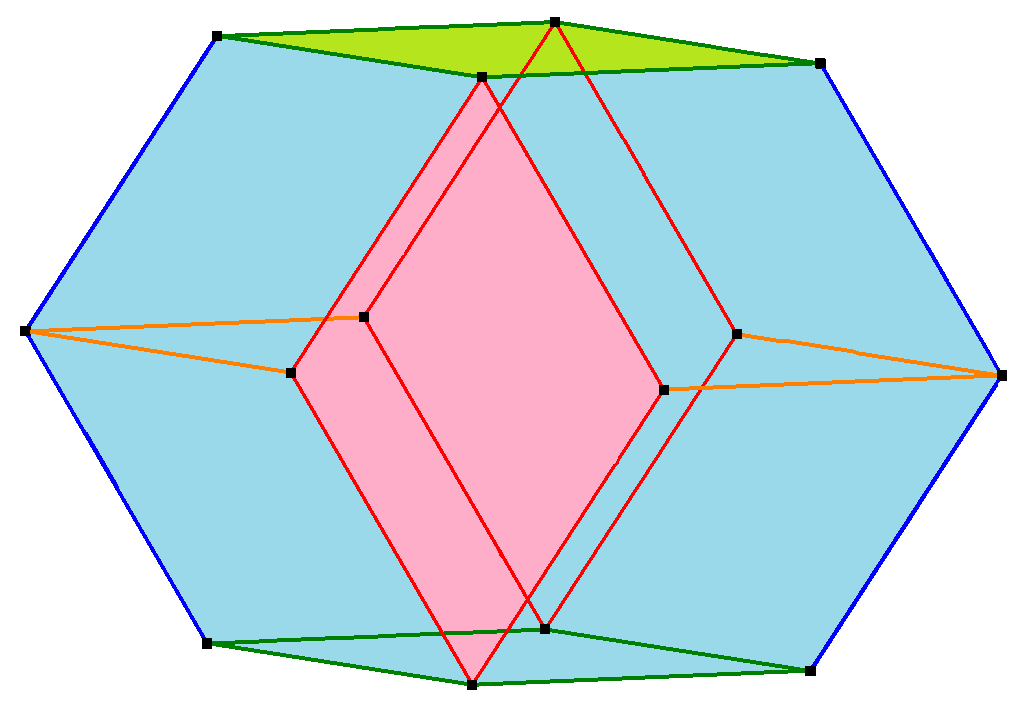
菱形十二面体第2種
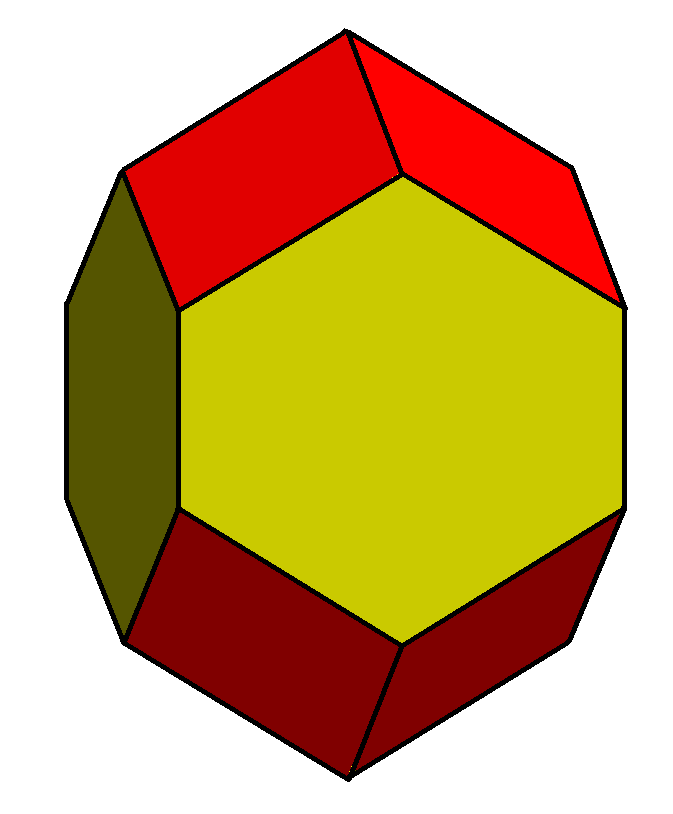
長菱形十二面体
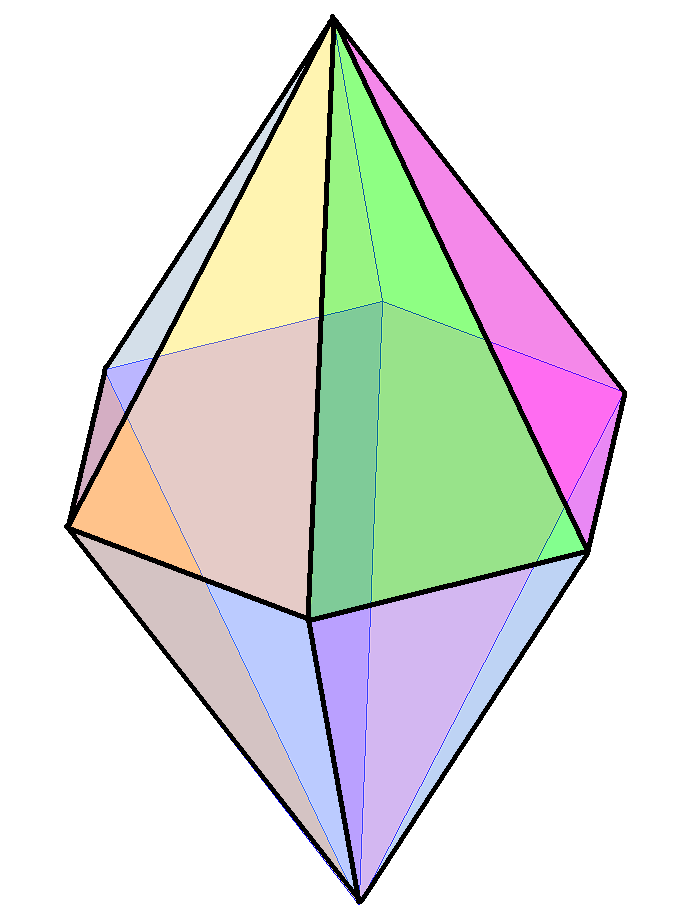
双六角錐
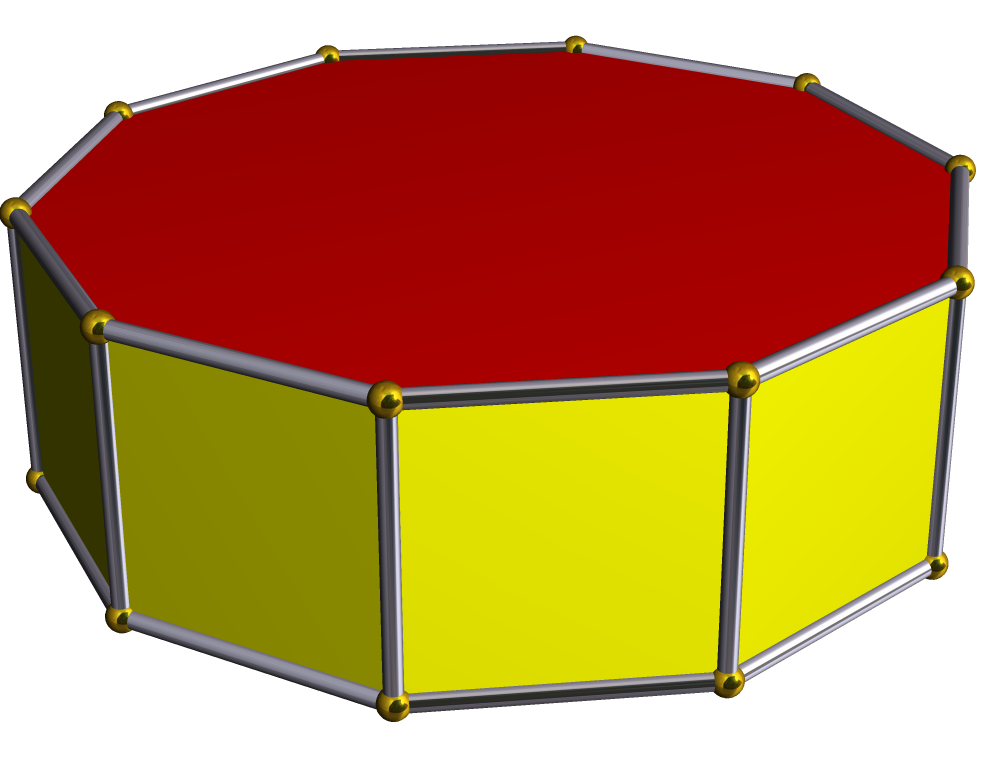
十角柱
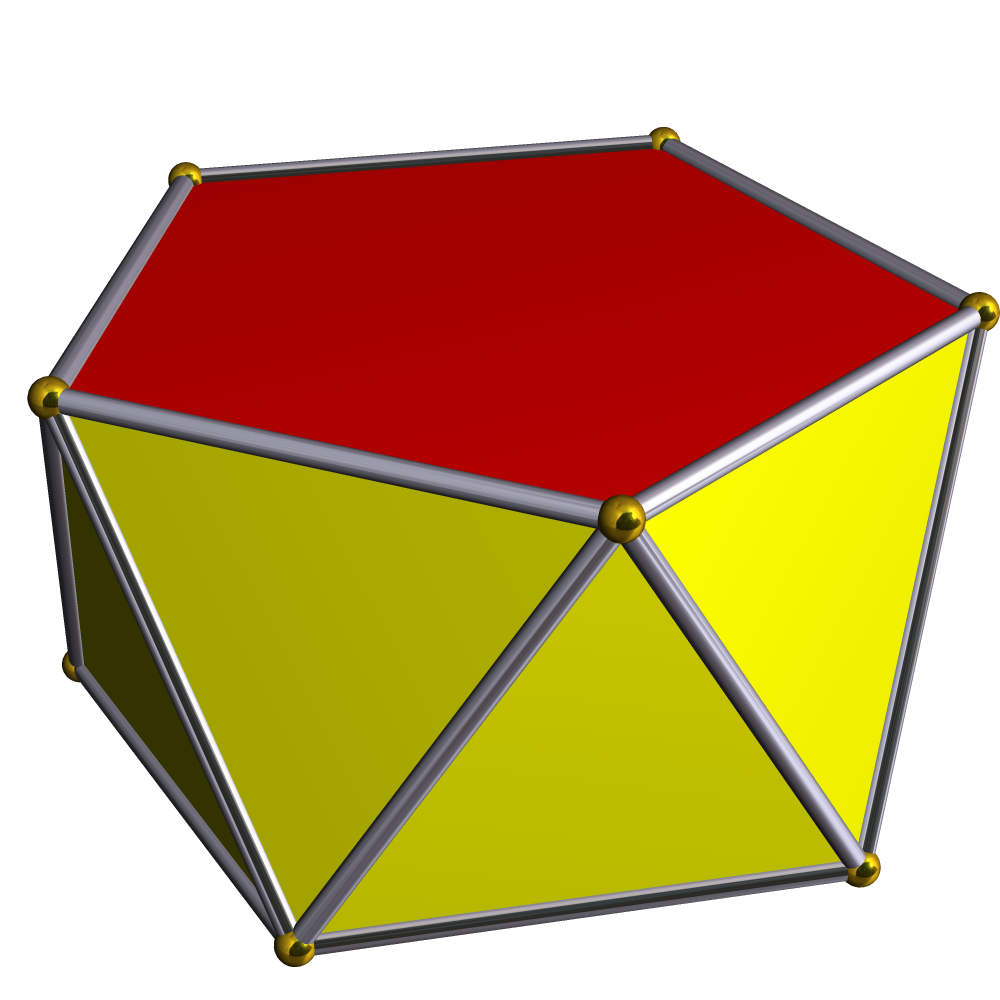
反五角柱
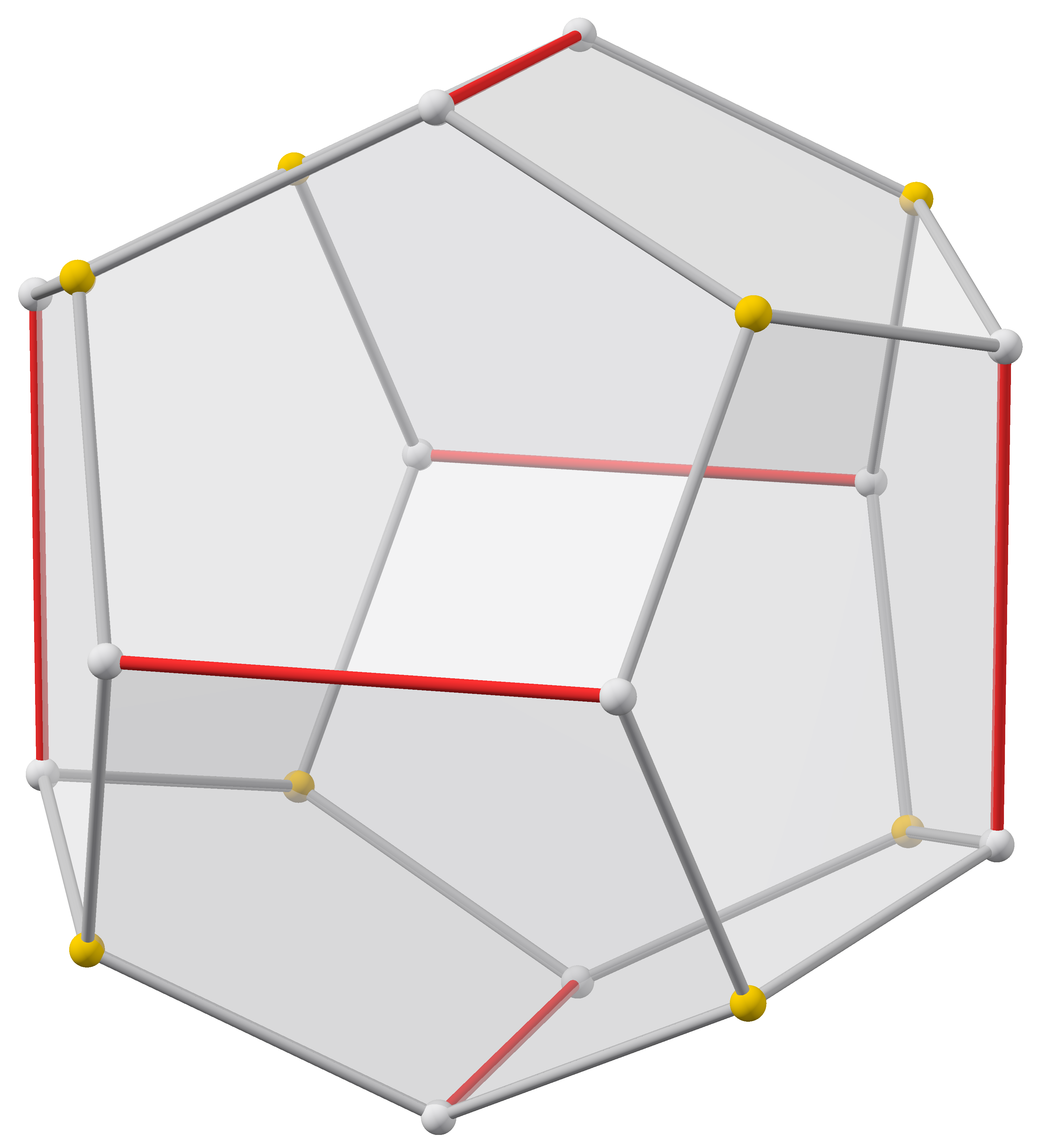
黄鉄鉱体